# Levélvágó hangyák

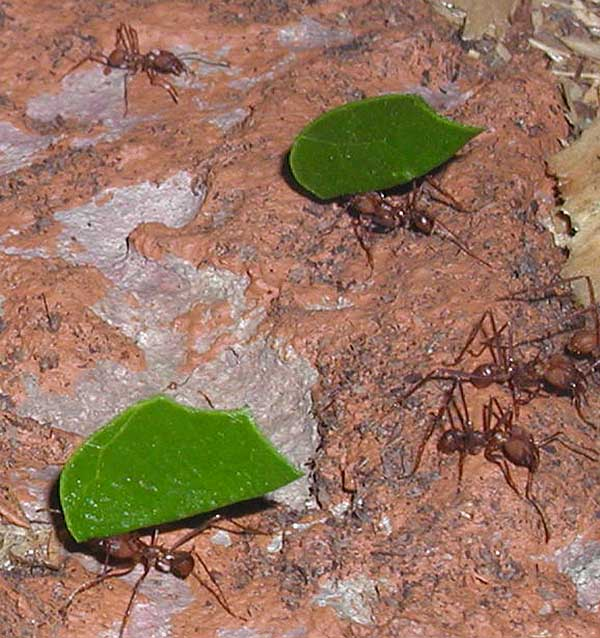
Levélvágó hangyák

A levélvágó hangyák a hangyák (Formicidae) egyik nem rendszertani, hanem a köznyelvben hasonló életmódjuk alapján összevont csoportja.

## Előfordulásuk
Többségüket a bütyköshangyaformák (Myrmicinae) alcsalád levélvágóhangya-rokonúak (Attini) nemzetségébe sorolják.
Dél-Amerika trópusi erdőiben élnek; a mérsékelt égövbe nem terjedtek át (Foitzik–Fritsche, p. 17.).

## Megjelenésük, felépítésük
Arról is nevezetesek, hogy munkásaiknak termete és alakjai igen különbözők. A legismertebb közülük a barnásfekete Atta cepalothes L. nevű faj, amelyet a bennszülöttek szaubának neveznek. Az egyes alakok szélsőségesen specializálódtak egy-egy pontosan behatárolt tevékenységre:
- a levelek lenyírására,
- a levéldarabok beszállítására,
- az útvonalak védelmére,
- a „gombakert” gondozására,
- * a lárvák gondozására,
- a „szeméttelepen” végzett munkákra (ezek nem hagyhatják el a szeméttelepet, hogy ne vigyék be a fertőzést a fészek többi részére)
- stb.[1]

## Életmódjuk
A gombatenyésztő hangyák állama igen népes szokott lenni. Óriási bolyukat, amelynek több százezer egyén a lakója, az erdőnek árnyékos, nedves talajára építik. Magassága néha a 21–22 m-t is eléri. A gombatenyésztő hangyák vonulatainak igen rossz hírük van, mert időről időre lenyírják a fák és bokrok levélzetét. Ilyenkor a nagyobb termetű munkások ezrei vonulnak ki hosszú csapatokban. A megfelelő növényre felmásznak és azt nagyon gyorsan megkopasztják. Egy-egy hangya éles állkapcsával mintegy 2 cm-es darabot vág ki a növény leveléből, azután a kirágott levélrészt feje fölé emelve beáll hasonló terhet cipelő társainak sorába. Csapatokba rendeződve indulnak vissza otthonukba.
A narancs-, citrom-, mangófákat, illetve a kávécserjéket néha minden levelüktől megfosztva jelentős károkat okoznak. Rettegnek tőlük a paraguayi szőlőtulajdonosok is: előfordult, hogy egyetlen éjszaka minden szőlőtőke leveleit lenyírták. Az Észak-Amerika mérsékelt éghajlatú területein élő Trachymyrmex septentrionalis megelégszik a fenyő tűleveleinek gyűjtésével.
A tudósok sokáig nem tudták, miért gyűjtik a hangyák a leveleket. 1874-ben Thomas Belt (Nicaraguában) és Fritz Müller (Brazília déli részén) egymástól függetlenül derítette ki, hogy azokból gombatáptalajt készítenek: otthon a major dolgozók szétrágják és pépszerű anyaggá dolgozzák fel a behordott leveleket. Ebbe a pépszerű anyagba oltják be azután egy bizonyos gomba fonalait. Az ilyen gombatenyészet külsőleg olyan, mint a fürdőszivacs: puha anyagában nemcsak járatokat alakítanak ki, de fiasító-ivadékgondozó kamrákat is. A péppé rágott levélanyagot behálózzák a gomba fonalai. A gombatenyésztő hangyák kizárólagos táplálékai e gombák kinövő és „karalábéknak” nevezett gömböcskéi. A dolgozók többsége állandóan az ürülékével trágyázott gombatenyészetet ápolja. Ügyelnek arra, hogy idejében elmetsszék a felfelé növő hyphákat; e metszések helyén fejlődnek a kis tápláló „karalábék”.
A gombák nagyon érzékenyek a levegő páratartalmára és hőmérsékletére, emellett sok széndioxidot termelnek. Ezért a levélvágó hangyák önműködő szellőzőrendszert fejlesztettek ki bolyaikban.

### Szaporodásuk
Az óriási királynő a kamrájában fekszik és petét rak. A lányai etetik; a "dadák" a petéről gondoskodnak és a lárvákat etetik. A törpe dolgozók tisztán tartják a királynőt. Mielőtt a hangya rajzáskor elhagyná a bolyt, hogy új telepet alapítson, a szájában egy tasakban elrejt egy darab gombát. A párzás után új lakóhelyet ás, elülteti a gombafonadékot, és soha többé nem látja a napfényt. A gomba trágyázásához használt ürülékének jobb minősége érdekében az elsőnek lerakott peték 90%-át megeszi. A dolgozók kikeléséig a lárvákat az anya eteti, ezután már csak a peterakással foglalkozik.